# Tichon (Lobkovskij)
Tichon (světským jménem: Vladimir Ivanovič Lobkovskij; * 1. prosince 1968, Brjuchoveckaja) je ruský duchovní Ruské pravoslavné církve a arcibiskup majkopský a adygejský.

## Život
Narodil se 1. prosince 1968 ve stanici Brjuchoveckaja Krasnodarského kraje.
Po střední škole nastoupil na Jejský zdravotnický institut, odkud byl vyloučen za aktivní službu v chrámu. Sloužil v chrámu Kazaňské ikony Matky Boží v Syktyvkaru. Od roku 1987 do roku 1989 sloužil v řadách Sovětské armády. Po vojenské službě odešel do Krasnodaru.
Dne 28. srpna 1989 byl arcibiskupem krasnodarským a novorossijským Isidorem (Kiričenkem) rukopoložen na diákona a určen pro službu v chrámu svaté Kateřiny v Krasnodaru. Dne 19. prosince stejného roku byl postřižen na monacha se jménem Tichon na počest svatého Tichona, patriarchy moskevského.
Dne 4. června 1990 byl rukopoložen na jeromonacha. Nadále sloužil v chrámu svaté Kateřiny.
Po žádosti biskupa Pitirima (Voločkova) přešel roku 1997 do kléru syktyvkarské eparchie. Stal se představeným Uljanovského monastýru Svaté Trojice a prorektorem Syktyvkarského duchovního učiliště. Od roku 1997 byl dálkovým studentem Kyjevské duchovní akademie.
Od roku 1998 byl duchovním krasnodarské eparchie. Byl jmenován představeným Kazaňského chrámu chutoru Baranikovskij. O rok později přešel do chrámu svaté Kateřiny v Krasnodaru.
Roku 2001 se stal představeným chrámu svatého Iliji Muromce a roku 2003 chrámu Zesnutí přesvaté Bohorodice při eparchiální správě. Roku 2001 byl také povýšen na igumena.
V lednu 2004 byl jmenován ključarem chrámu svaté Kateřiny.
Dne 24. prosince 2004 byl rozhodnutím Svatého synodu zvolen biskupem jejským a vikářem jekatěrinodarské eparchie. Dne 30. prosince 2004 byl povýšen na archimandritu.
Dne 25. března 2005 byl oficiálně jmenován biskupem a 3. dubna proběhla v chrámu Krista Spasitele v Moskvě jeho biskupská chirotonie. Světiteli byli patriarcha moskevský Alexij II., metropolita krutický a kolomenský Juvenalij (Pojarkov), metropolita kalužský a borovský Kliment (Kapalin), metropolita jekatěrinodarský a kubáňský Isidor (Kiričenko), arcibiskup istrijský Arsenij (Jepifanov), arcibiskup kemerovský a novokuzněcký Sofronij (Buďko), arcibiskup verejský Jevgenij (Rešetnikov), arcibiskup orechovo-zujevský Alexij (Frolov), biskup krasnogorský Sava (Volkov), biskup syktyvkarský a vorkutský Pitirim (Voločkov), biskup stavropolský a vladikavkazský Feofan (Ašurkov), biskup dmitrovský Alexandr (Agrikov), biskup sergijevo-posadský Feognost (Guzikov), biskup ljuberecký Veniamin (Zaryckyj), biskup alatyrský Savvatij (Antonov) a biskup prokopěvský Amvrosij (Jermakov).
Dne 27. června 2009 byl ustanoven biskup majkopským a adygejským.
Dne 20. listopadu 2016 byl povýšen ja arcibiskupa.